# Blandibractea
Blandibractea es un género con una especie de plantas con flores perteneciente a la familia Rubiaceae. 
Es un sinónimo de Simira.

## Especies seleccionadas
- Blandibractea brasiliensis